# South Mimms
South Mimms – wieś w Anglii, w hrabstwie Hertfordshire, w dystrykcie Hertsmere. Leży 15 km na południowy zachód od miasta Hertford i 23 km na północ od centrum Londynu. Miejscowość liczy 729 mieszkańców.